# سیارک ۱۷۲۴۰
سیارک ۱۷۲۴۰ (به انگلیسی: 17240 Gletorrence، نامگذاری:2000EK95) هفده هزار و دویست و چهلمین سیارک کشف شده‌است که در ۹ مارس ۲۰۰۰ کشف شد.
قدر مطلق سیارک برابر ۱۷.۰ است.